# Sounds Dangerous

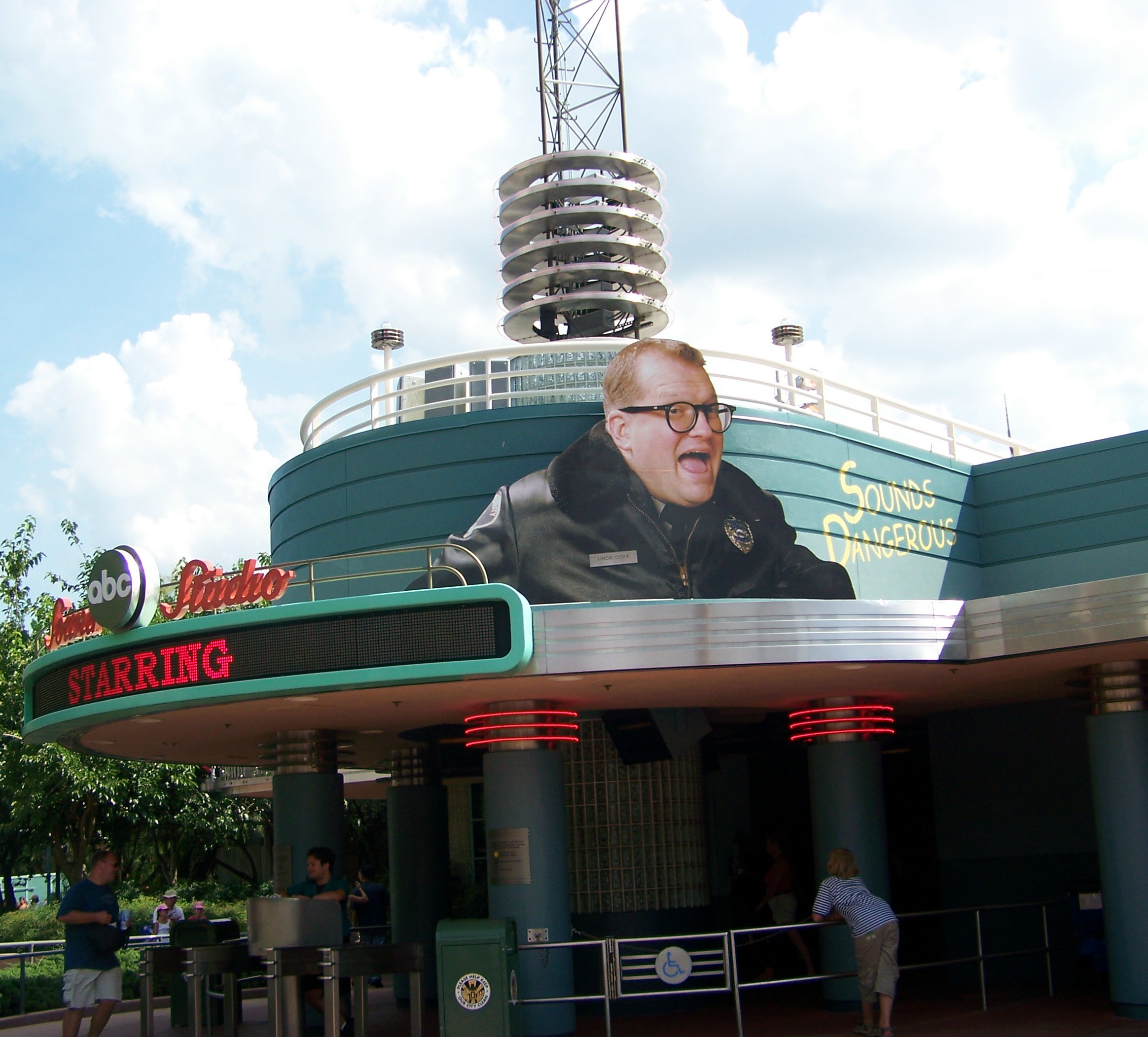
Façade de l'attraction Sounds Dangerous

L'attraction Sounds Dangerous est un ancien spectacle sur le thème de l'importance du son dans le cinéma au travers d'un film sur un détective, joué par Drew Carey, dont la caméra est tombée en panne.

## L'attraction
L'attraction a été conçue pour reprendre le principe de base du Monster Sound Show, "mettre en lumière" le rôle essentiel du son dans le cinéma. Mais ici les imagineers ont voulu donné un côté ludique à l'attraction. Elle se découpe en deux parties : un film et une exposition interactive nommée Sound Works.
Drew Carey joue le rôle d'un détective pour le pilote d'une « nouvelle » série télévisée nommée Undercover Live (la vie mise à nu). Ce détective porte une cravate avec une caméra intégrée ainsi qu'un micro. Mais seul le micro fonctionne car le très maladroit Drew l'a endommagé. Presque toute l'attraction se déroule donc dans l'obscurité. Mais le son permet à lui seul de donner vie aux différentes scènes et au détective de résoudre son enquête.
- Ouverture : 22 avril 1999[1]
- Fermeture : 18 mai 2012
- Durée : 12 min
- Situation : 28° 21′ 24″ N, 81° 33′ 35″ O
- Attraction précédentes :
  - Monster Sound Show 1989 à 1997
  - ABC Sound Studio / One Saturday Morning sound show 1997 à 1999

L'exposition Sound Works fait écho à l'exposition ImageWorks / What If Labs du pavillon Imagination! à Epcot